# NSU TT
La NSU Prinz 1000 TT (sigla interna Typ 67b), insieme le sue successive evoluzioni NSU TT (sigla interna Typ 67c) e NSU TTS (sigla interna Typ 67f), sono le tre versioni di un'automobile berlina di fascia medio-bassa prodotta dalla casa automobilistica tedesca NSU Motorenwerke dal 1965 al 1972. 
Si tratta della versione sportiva della più mite Prinz 1000, con cui condivide pianale e meccanica.
La TT era equipaggiata dal motore da 1177 cm³ mentre la TTS era equipaggiata dal motore 996 cm³.

## Storia

### Nascita del modello
Visto il promettente inizio dell'attività sportiva della Prinz 1000 (si pensi al successo di Siegfried Spiess nel Campionato tedesco della Montagna del 1965), si pensò di ricavare dalla stessa vettura un modello molto più performante che servisse a sua volta come base per le competizioni. Tale nuovo modello fu presentato al Salone di Francoforte del 1965. La sigla TT sta per Tourist Trophy, l'impegnativa corsa motociclistica che vide vittoriosa la Casa di Neckarsulm nell'edizione 1954 (in categoria 250 e 125 cm³).

## Evoluzione

### Prinz 1000 TT
La Prinz 1000 TT (Typ 67b) fu basata sulla medesima scocca e pianale della normale Prinz 1000. Esternamente le uniche differenze visibili furono i gruppi ottici anteriori sdoppiati, sulla base di quelli utilizzati per le Prinz 1000 destinate al mercato USA, il retrovisore esterno posto sul parafango anteriore sinistro, la striscia nera frontale con la scritta NSU Prinz 1000 e la sigla TT sulla coda. Nell'abitacolo la selleria, la plancia e i pannelli porta furono rivestiti in pelle color cognac e vennero montati sedili profilati in luogo di quelli standard. Rimase quasi del tutto immutata anche la meccanica, con sospensioni a ruote indipendenti sui due assi e in particolare con triangoli all'avantreno e bracci trasversali al retrotreno, con impianto frenante misto e con sterzo a cremagliera. Unica differenza fu la misura degli pneumatici e dei cerchi, questi ultimi da 13 pollici anziché 12 e con gommatura 135 SR 13. La novità più corposa nella Prinz 1000 TT fu il motore, che a dispetto della denominazione non fu più da un litro bensì da 1,1 litri, più precisamente da 1085 cm³. Si trattava di un motore derivato dalla rialesatura della già nota unità da un litro montata sulle altre Prinz 1000 meno sportive e fu tra l'altro strettamente imparentato con l'unità da 1,1 litri utilizzata per muovere la Typ 110 (anch'essa presentata a Francoforte nel 1965). Nel motore della Prinz 1000 TT, la testata fu lavorata in maniera tale da innalzare il rapporto di compressione a 9:1 e da ottenere come risultato finale una potenza massima di 55 CV a 5800 giri/min. Il carburatore utilizzato fu lo stesso Solex della normale Prinz 1000, ma venne ritarato in funzione delle maggiori prestazioni del motore. Inoltre, l'impianto elettrico della Prinz 1000 TT era da 12 V. Differenze anche nel cambio manuale a 4 marce, fondamentalmente lo stesso della Prinz 1000, ma con differente rapportatura.
Tecnicamente, la Prinz 1000 TT non fu caratterizzata quindi da contenuti estremi, motivo per cui in ambito sportivo non incontrò il gradimento di molti piloti che avrebbero voluto invece un modello più spinto già fin dall'origine. Ma la vettura ottenne comunque riscontri di vendite da parte di chi voleva una buona base di partenza senza spendere una fortuna. La Prinz 1000 TT fu infatti posta in vendita ad un prezzo di 5.995 DM. I primi esemplari giunsero nelle concessionarie il 21 settembre del 1965. Nel corso della sua breve carriera commerciale, la Prinz 1000 TT usufruì solo di pochissimi aggiornamenti di dettaglio, come l'aggiornamento della gamma colori, l'introduzione di più solidi e silenziosi supporti di banco per il motore e l'utilizzo di una ventola con mozzo rinforzato. Tutti aggiornamenti occorsi nel febbraio del 1966, quindi pochi mesi dopo il lancio della vettura. La produzione di questo modello cessò il 5 giugno del 1967 per lasciare il posto alla nuova TT. Ma nel frattempo vi fu una nuova entrata alquanto interessante.

### TTS

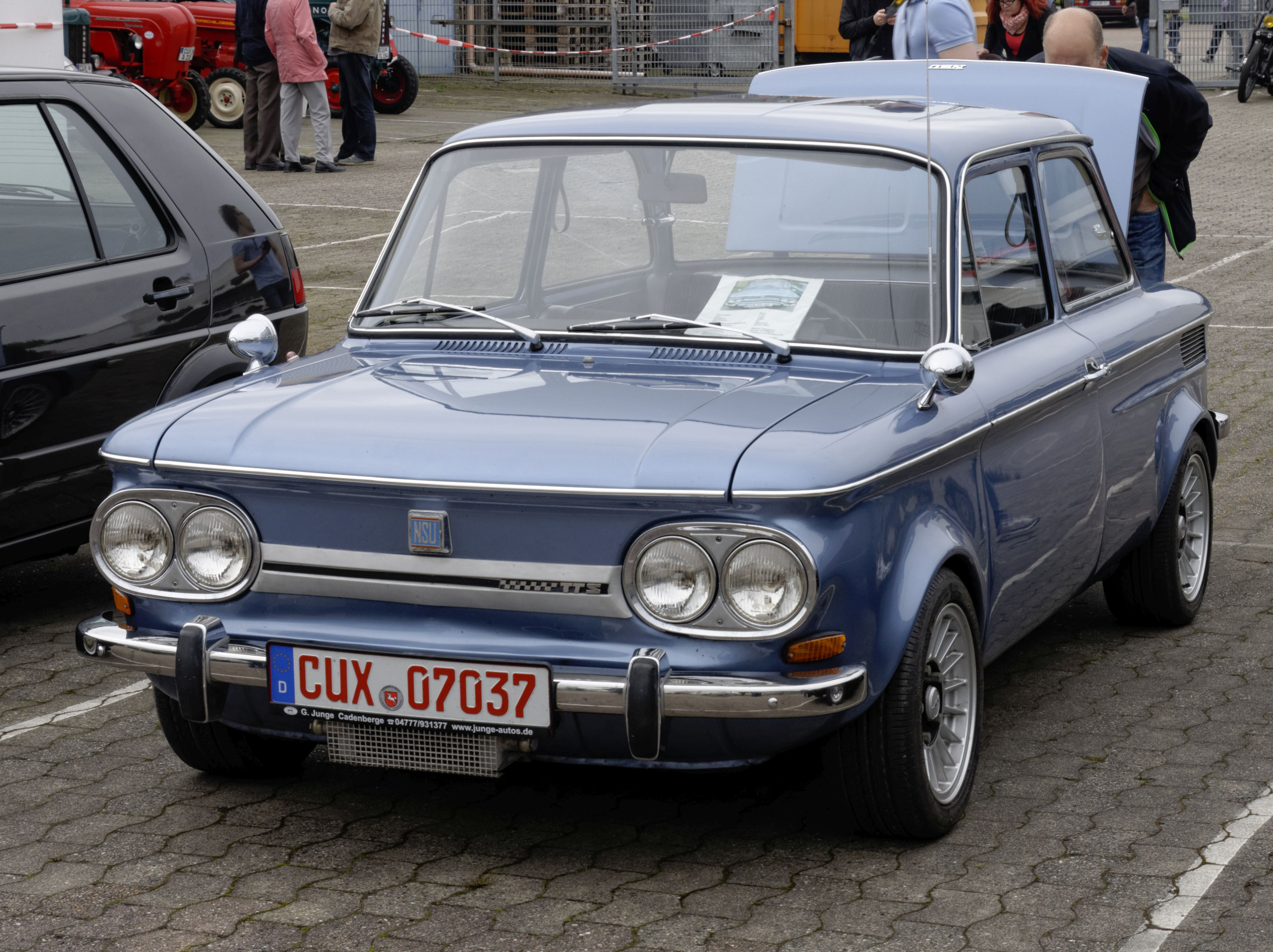
TTS

Il 13 febbraio 1967 cominciarono infatti le consegne della TTS, una versione ad alte prestazioni della Prinz 1000 TT, che rinunciò alla denominazione Prinz per offrire invece contenuti tecnici decisamente più spinti e venire incontro anche a chi voleva maggiori prestazioni da una NSU di serie. Esternamente la TTS non si differenziò dalla Prinz 1000 TT che per alcuni dettagli, come il radiatore olio a vista sotto il paraurti anteriore e la banda trasversale sul muso recante la sigla TTS. 

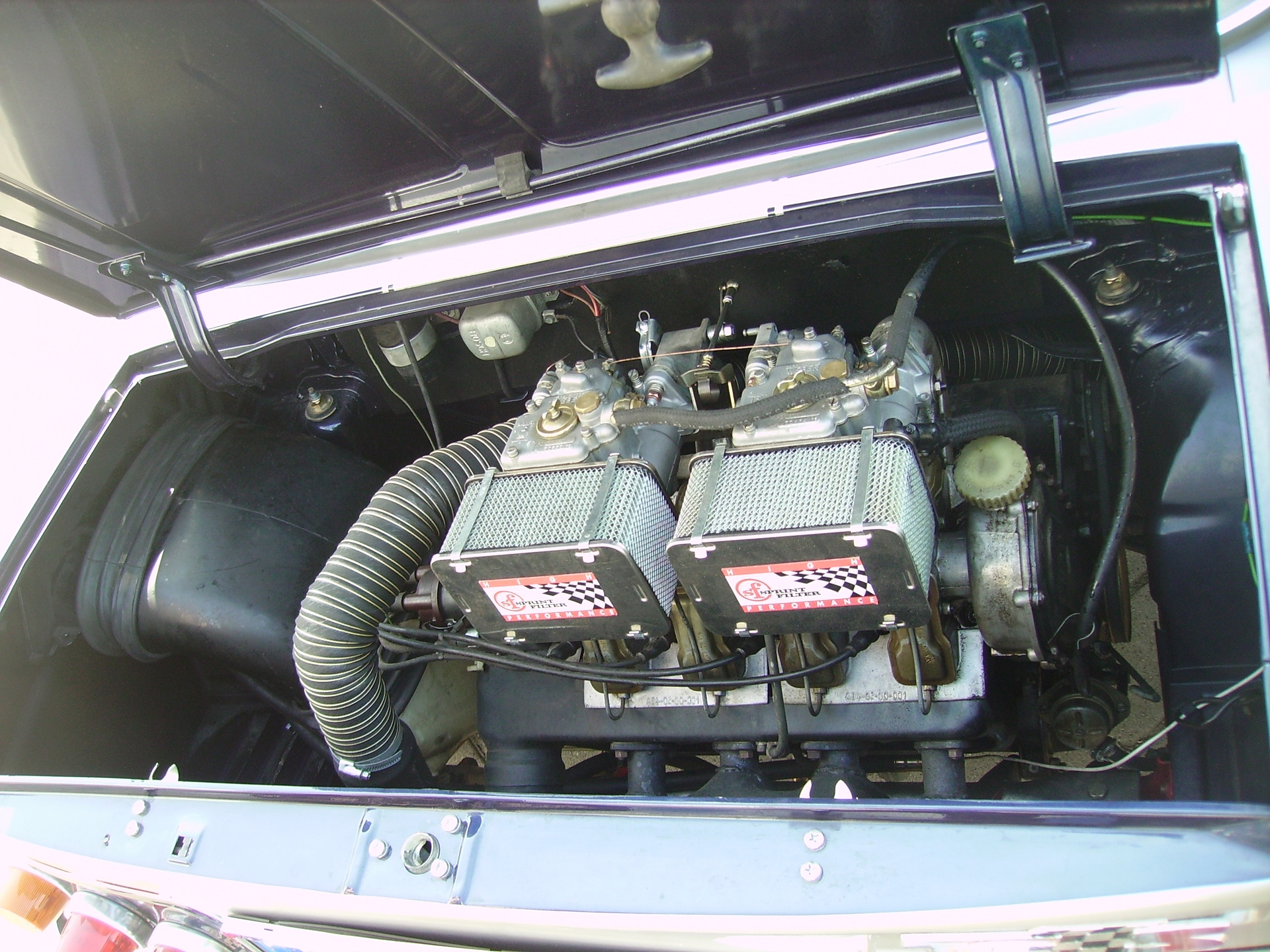
Motore TTS

Per la TTS si ritornò al motore da 996 cm³ di cilindrata, lo stesso delle normali Prinz 1000 TT, ma in questo caso soggetto ad un'elaborazione sostanziosa che comprese fra l'altro una nuova lavorazione della testata per raggiungere un rapporto di compressione pari a 10,5:1, nuovi pistoni ad alte prestazioni, valvole maggiorate, e un asse a camme dalla profilatura più spinta, mentre l'alimentazione fu affidata stavolta a due carburatori doppio corpo Solex. Alla fine la potenza massima salì fino a 70 CV a 6150 giri/min, spingendo la vettura ad una velocità massima di 160 km/h. Anche stavolta la rapportatura del cambio venne adattata alle prestazioni del motore. Fu modificato anche il telaio, con nuovi ammortizzatori sportivi, nuovi tamburi freno al retrotreno e la carreggiata posteriore aumentata. Inoltre le ruote ricevettero una campanatura negativa per migliorare la tenuta di strada in curva. Vennero invece mantenuti cerchi e pneumatici della Prinz 1000 TT, ma a richiesta fu possibile avere gli pneumatici 145 SR 13 oppure i più piccoli cerchi da 12 pollici con pneumatici da 155 mm. Novità anche all'interno dell'abitacolo, dove il cruscotto vide l'arrivo di un contagiri vicino al tachimetro e dove comparve anche un nuovo volante sportivo a tre razze, oltre che nuovi sedili sportivi. A richiesta fu possibile ottenere un cambio a 4 marce a rapporti ravvicinati, una a scelta fra due riduzioni finali, una più corta (per tracciati lenti) ed una più lunga (da impiegare in percorsi veloci), un termometro dell'olio e un serbatoio maggiorato da ben 70 litri anziché 37 per avere una maggior autonomia in gara.
Presentata alla stampa presso l'autodromo di Hockenheim, la TTS non ricevette altri particolari aggiornamenti nei quattro anni in cui venne prodotta. La sua presenza in listino si protrasse infatti fino alla fine dell'estate del 1971: al Salone di Francoforte tenutosi il mese successivo essa fu assente nello stand NSU.
Ne furono costruite 2404.

### TT

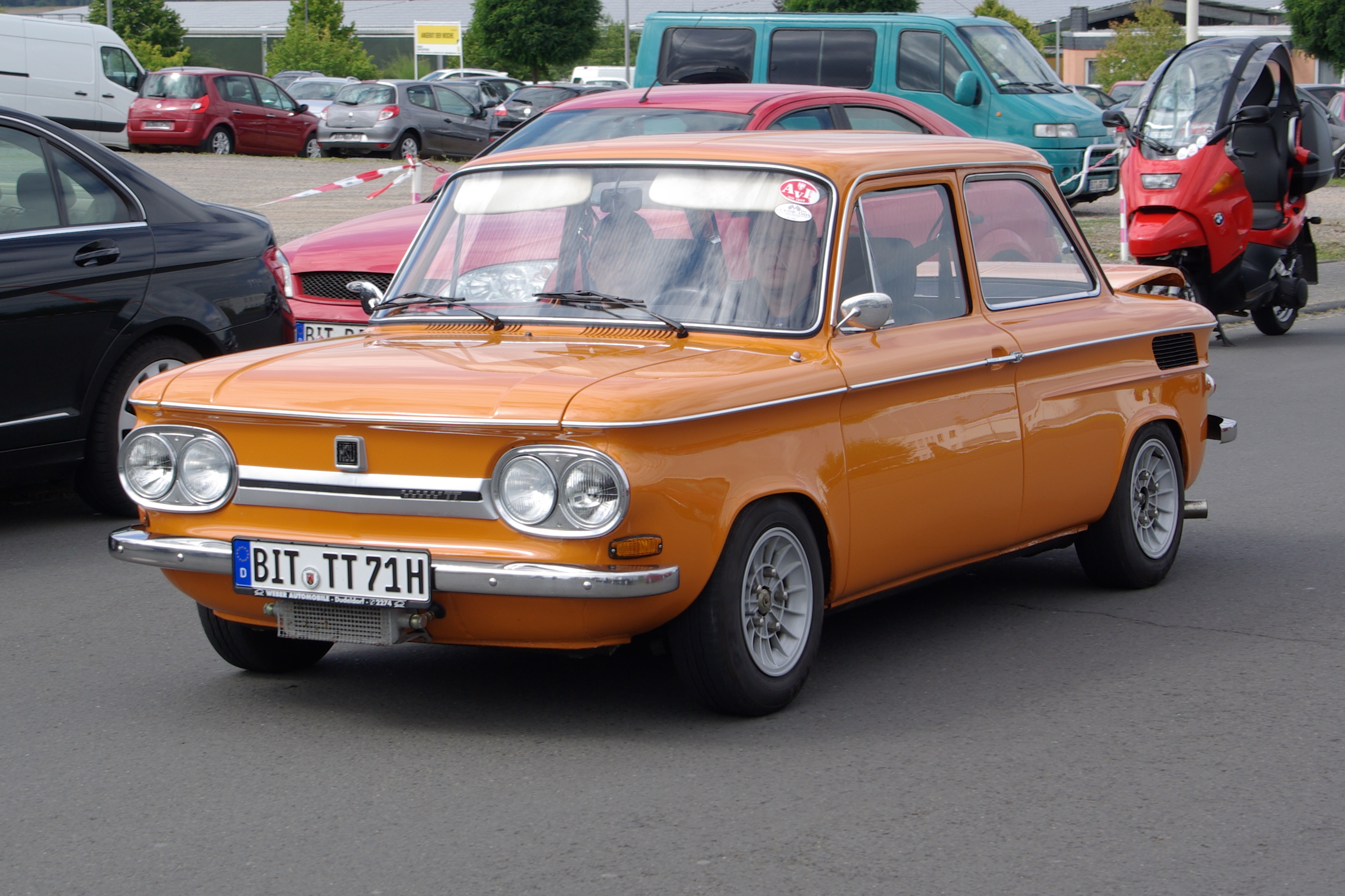
TT

Nel giugno del 1967 avvenne il passaggio del testimone fra la Prinz 1000 TT e il modello che l'avrebbe sostituita, la TT (conosciuta anche come 1200 TT). Le principali novità erano nel motore: la stessa unità motrice della Typ 110 S, il 4 cilindri ad aria portato a 1177 cm³ e sottoposto ad alcune modifiche, come il rapporto di compressione portato a 9,2:1 e il montaggio di due carburatori Solex monocorpo. In questo modo la potenza massima raggiunse i 65 CV a 5500 giri/min. Il resto della meccanica rimase invariato rispetto alla 1000 TT. Esternamente le differenze erano minime: retrovisore esterno tornato sulla portiera sinistra e banda cromata abbastanza burina sul frontale. Era presente un inserto nero con la scritta TT. All'interno dell'abitacolo le novità furono mutuate essenzialmente dalla TTS lanciata alcuni mesi prima: contagiri, sedili profilati e volante a due razze.
Anche la TT non ebbe aggiornamenti nella sua carriera commerciale: rimase invariata fino al 1972, quando fu tolta di produzione.

## Tabella riepilogativa
Di seguito vengono mostrate le caratteristiche tecniche relative alla Prinz 1000 TT e ai modelli TT e TTS. I prezzi riportati sono espressi in DM e si riferiscono al momento del debutto nel mercato tedesco:

## Attività sportiva

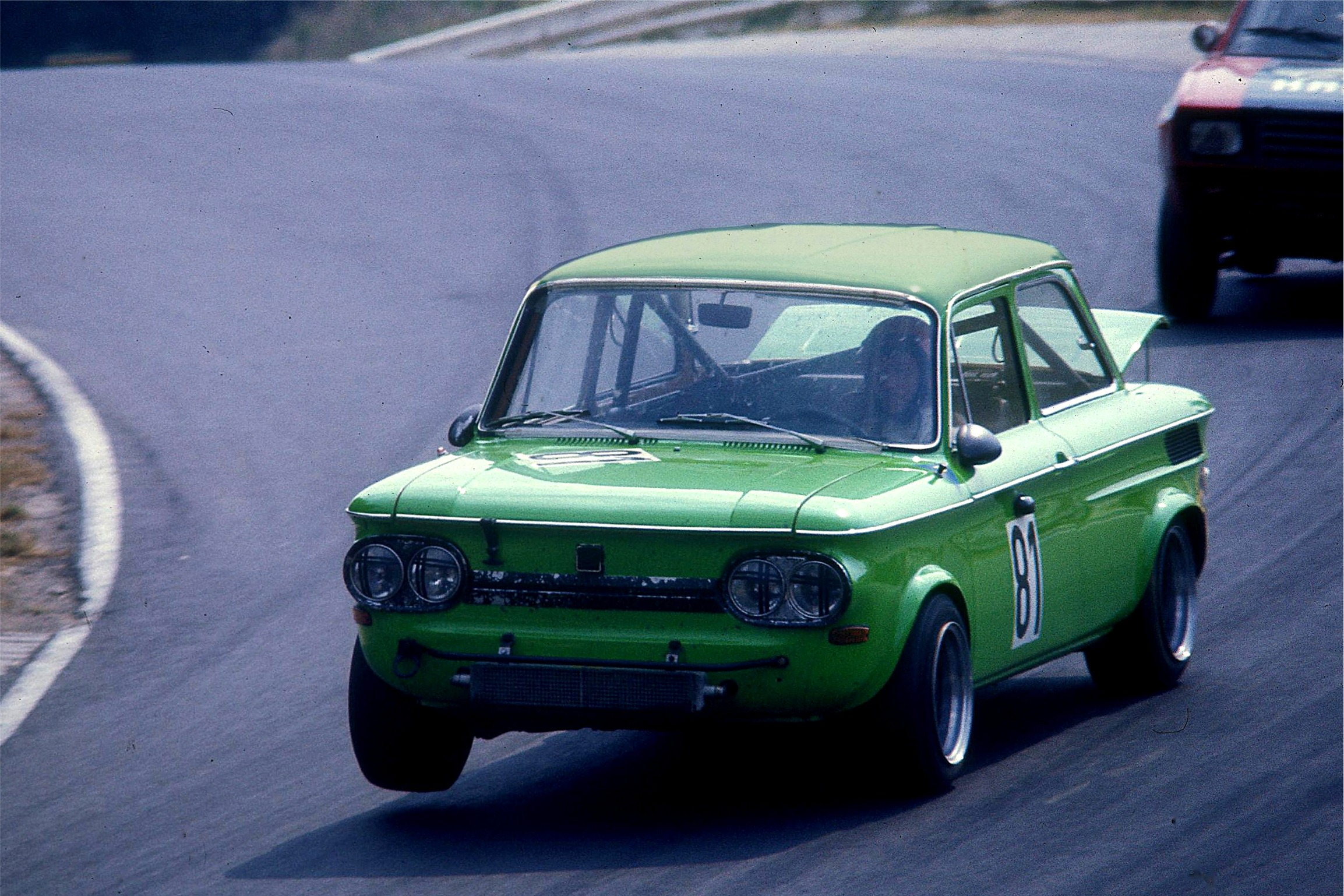
Una TTS in azione sul tracciato del Nürburgring

L'attività sportiva dei tre modelli TT fu decisamente intensa e non di rado con risultati sportivi degni di nota. In alcuni casi, le vetture in gara ebbero ulteriori innalzamenti di cilindrata, arrivando a propulsori da 1,3 litri e 130 CV, con oltre 100 CV/litro. Fu specialmente con la TTS che vennero ottenute le vittorie più prestigiose.
Nel 1967 una 1000 TT vinse il titolo assoluto nel Tour d'Europe, con Günther Irmscher al volante e Harald Andersen copilota. Nello stesso anno, alla 24 Ore di Spa, quattro TTS giunsero ai primi quattro posti di categoria con Scheeren/Spiess, Panowitz/Stalpaert, Bonvoisin/Brel e Beckers/Charmasson. Va inoltre ricordata, sempre nel 1967, la vittoria di categoria della Prinz 1000 TT di Carlier-Deneux.

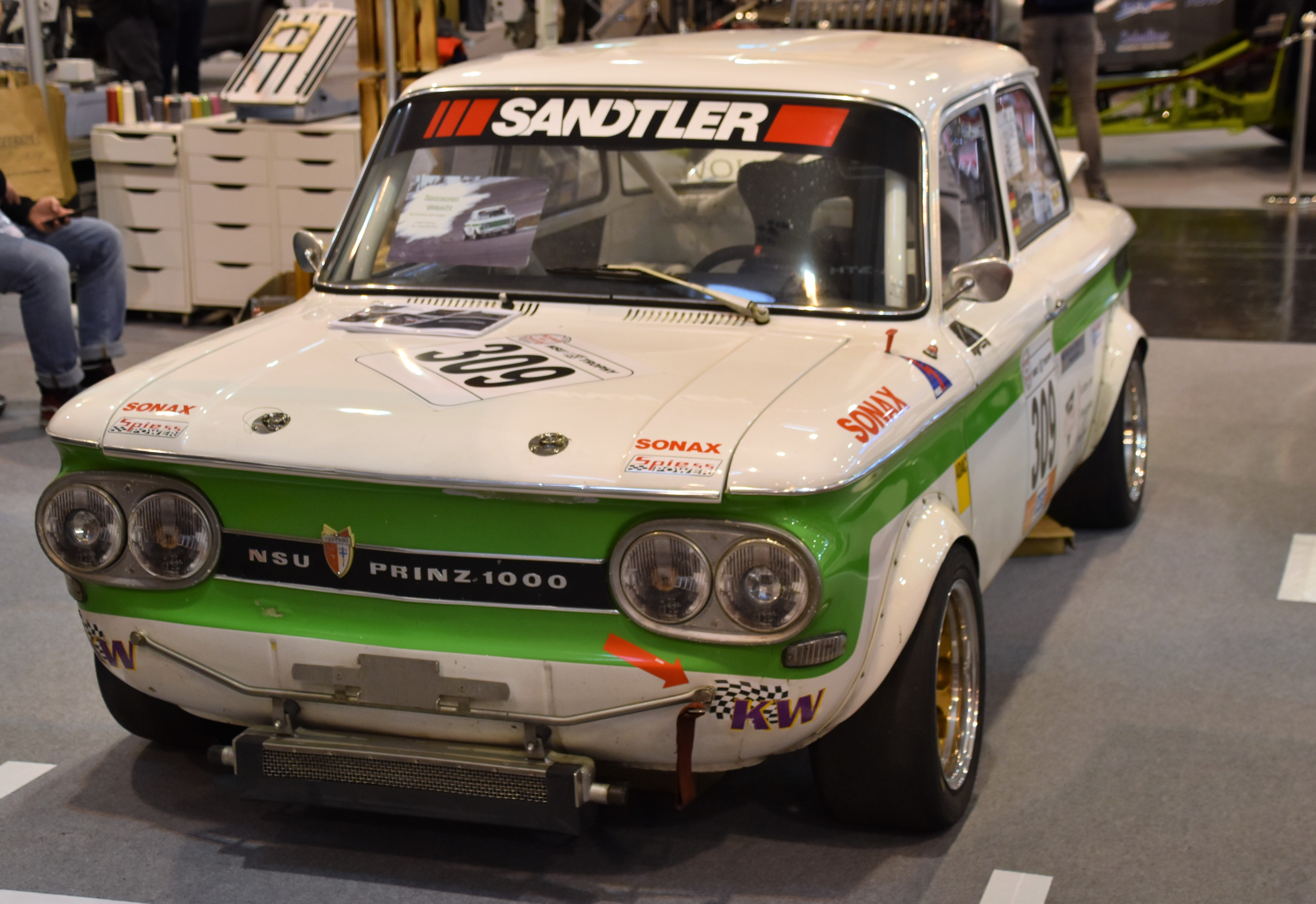
Prinz 1000 TT 1968

Due anni dopo, alla 300 km del Nürburgring, un altro risultato notevole: 6 TTS si classificarono nei primi sei posti in categoria un litro. All'edizione 1970, la TTS di Peter Wisskirchen fu prima di categoria, seguita dalla TTS di Heinz Schindler. E nel 1971 vi fu ancora la vittoria della TTS dell'equipaggio Guitteny/Boucher alla 24 Ore di Spa, nonché il primo posto conquistato al Tour de France dalla coppia Poyaud/Laforge. Ma neppure le TT con motore 1.2 stettero a guardare e sempre nel 1971 le vetture degli equipaggi Lübbers/Niehaus e Horn/Henting conquistarono i primi due posti di categoria alla 750 Miglia del Nürburgring, mentre nel settembre 1973, quando il modello era ormai fuori produzione da un anno, la TT continuò a vincere, in questo caso a Zandvoort, dove la TT di Henri van Oorschot conquistò la vittoria in categoria 1300. E ancora van Oorschot ripeté per ben tre volte l'impresa di Zandvoort nel 1974, più due ulteriori vittorie nel 1975, sempre sul tracciato olandese e sempre con una TT 1200. Le ultime vittorie di una TT si ebbero nel 1977, una il 5 giugno al Salzburgring con il primo posto ottenuto dalla TT 1300 di Udo Wagenhäuser e un'altra il 18 settembre, ancora una volta a Zandvoort, grazie al pilota olandese Hans Visser e alla sua TT 1200.